# Sapudi
Sapudi – wyspa na Morzu Jawajskim w Indonezji, na wschód od Madury; powierzchnia 138,8 km², długość linii brzegowej 47,8 km.
Powierzchnia nizinna, wysokość do 120 m n.p.m. Uprawa ryżu, kukurydzy; rybołówstwo; główne miasto Gayan.
Administracyjnie należy do prowincji Jawa Wschodnia.